# La Libertad (El Salvador)
La Libertad è un comune del dipartimento di La Libertad, in El Salvador.
È uno dei posti più famosi in tutta l'America centrale per il surf.